# Jones megye (Dél-Dakota)
Jones megye az Amerikai Egyesült Államokban, azon belül Dél-Dakota államban található. Megyeszékhelye és legnagyobb városa Murdo. Lakosainak száma 917 fő (2020. április 1.). Jones megye Stanley, Lyman, Mellette, Jackson és Haakon megyékkel határos.

## Népesség
A megye népességének változása:
| Lakosok száma | 1007 | 1020 | 1006 | 1001 | 924  | 917  |
|               | 2010 | 2011 | 2012 | 2013 | 2015 | 2020 |